# محاصره اوتسو
محاصره اوتسو (به ژاپنی: 大津城の戦い Ōtsu-jō no tatakai) یکی از نبردهای وابسته به نبرد سکیگاهارا بود. کیوگوکو تاکاتسوگو، قلعه اوتسو واقع در ولایت اومی را برای خاندان توکوگاوا نگهداری می‌کرد و فرمانده پادگان بود.
موری تروموتو و تاچیبانا مونه‌شیگه قلعه را محاصره کردند. طرفین پس از آن مذاکره کردند و تاکاتسوگو تسلیم شد. با این حال، در این بین توکوگاوا ایه‌یاسو با اطمینان از کنترل خود بر تمام ژاپن، در نبرد سکیگاهارا پیروز شده بود و بنابراین از دست دادن اوتسو در نهایت رویدادی ناچیز بود.
برخی از سوابق آن زمان نشان می‌دهد که ساکنان محلی جعبه‌های پیک نیک آورده و در معبد اونجو در کوه هیئی برای مشاهده نبرد جمع شده بودند.